# Karl Nastopil
Karl von Nastopil (německy Carl Edler von Nastopil) (1. července 1856 Temešvár – 23. května 1929 Olomouc) byl rakousko-uherský generál. Jako absolvent vojenské akademie sloužil v c. k. armádě od roku 1879, většinu své další služby strávil u různých jednotek c. k. zeměbrany. Jako divizní velitel se na začátku první světové války zúčastnil bojů na východní frontě. Ještě v roce 1914 ze zdravotních důvodů z aktivní služby na frontě odstoupil a v roce 1915 zastával funkci velitele pevnosti Krakov, poté byl odeslán do penze. Ve vojsku dosáhl hodnosti generála pěchoty a byl povýšen do šlechtického stavu. Po zániku monarchie mu byla v československé armádě přiznána hodnost armádního generála ve výslužbě s nárokem na penzi. 

## Životopis

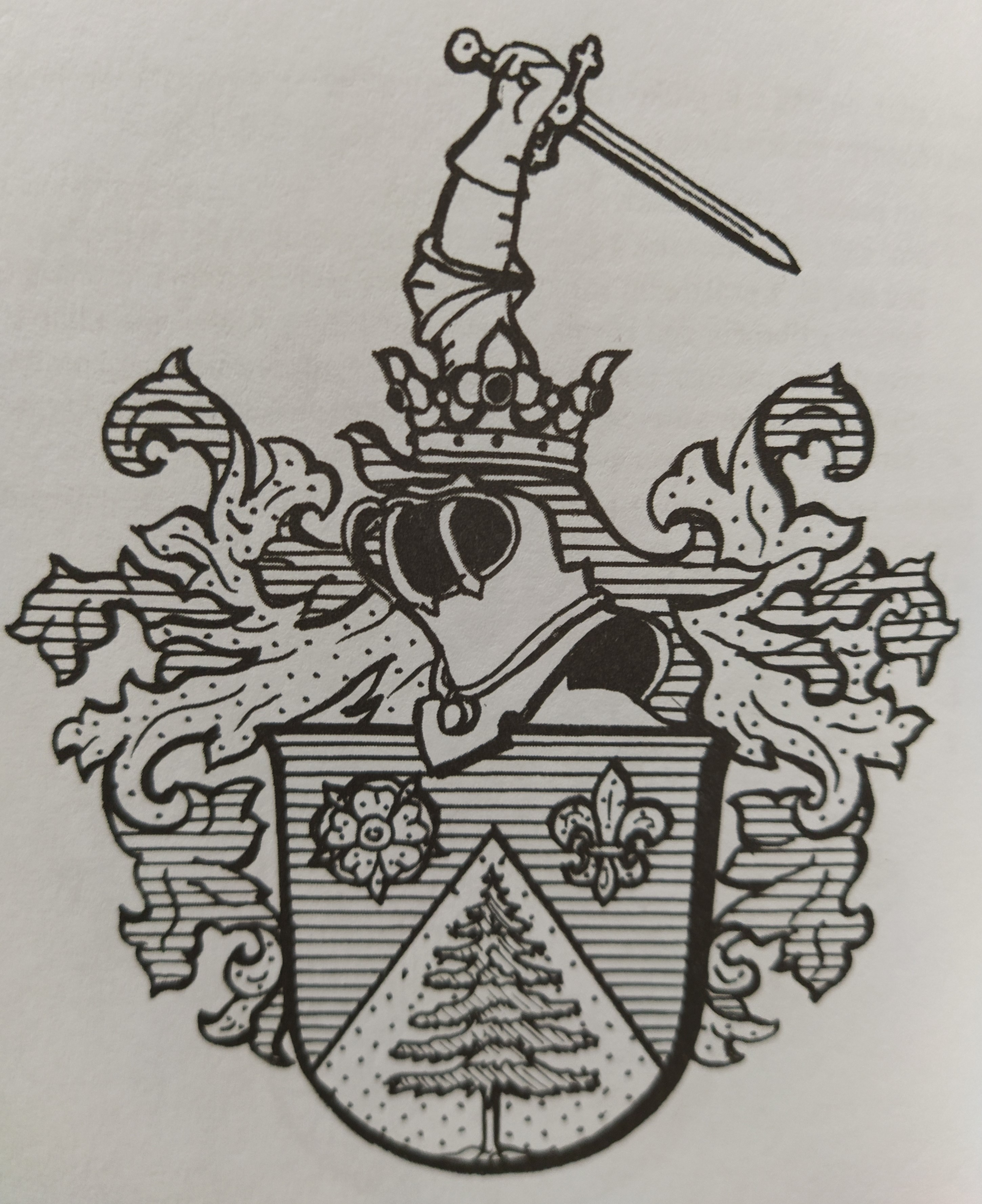
Erb Karla Nastopila udělený při povýšení do šlechtického stavu (1916)

Pocházel z rodiny důstojníka Rudolfa Nastopila. První vojenskou průpravu získal na kadetních školách v Mariboru a Eisenstadtu, v letech 1875–1879 studoval na Tereziánské vojenské akademii ve Vídeňském Novém Městě. Do armády vstoupil v roce 1879 jako poručík a delší dobu strávil u 8. pěšího pluku v Brně (1879–1887), mezitím byl povýšen na nadporučíka (1880). V hodnosti kapitána (1887) přešel k c. k. zeměbraně a sloužil u různých jednotek v Jindřichově Hradci, Hranicích, Vídeňském Novém Městě nebo Sankt Pölten. Působil také na ministerstvu zeměbrany a jako major sloužil šest let u 8. zeměbraneckého pluku v Praze (1894–1900). V roce 1901 byl povýšen na podplukovníka a byl velitelem praporu u 25. zeměbraneckého pluku v Kroměříži, poté se v hodnosti plukovníka (1905) stal velitelem 31. pěšího pluku zeměbrany v Těšíně.
V roce 1910 byl povýšen do hodnosti generálmajora a převzal velení 86. brigády zeměbrany v Černovicích. Poté byl velitelem 46. zeměbranecké pěší divize v Krakově (1913–1914) a k datu 1. května 1914 byl povýšen do hodnosti polního podmaršála. Se svou divizí byl na začátku první světové války odeslán na východní frontu, kde byl začleněn do armády generála Dankla.  Zúčastnil se prvních bojů v Haliči (bitva u Krašniku), ale již v prosinci 1914 ze zdravotních důvodů aktivní službu na frontě opustil a s polovičním platem se usadil v Olomouci. V únoru 1915 byl znovu aktivován a do konce téhož roku zastával funkci velitele pevnosti Krakov. K datu 1. ledna 1916 byl penzionován, ale mimo aktivní službu ještě v roce 1917 obdržel hodnost titulárního generála pěchoty.
Při příležitosti odchodu do penze byl v roce 1916 povýšen do šlechtického stavu a usadil se v Olomouci. Po vzniku Československa požádal o zařazení do československé armády a k datu 13. září 1920 mu byla přiznána hodnost generála III. třídy s nárokem na penzi. V roce 1927 byl nakonec jmenován armádním generálem ve výslužbě. Zemřel v Olomouci a je pohřben na neředínském hřbitově.
S manželkou Matyldou, rozenou Schusterovou (1864–1930) měl dceru Matyldu (*1888). 

## Řády a vyznamenání
Během vojenské služby obdržel několik ocenění.
- Jubilejní pamětní medaile (1898)
- Vojenský jubilejní kříž (1908)
- Řád železné koruny III. třídy (1909)
- Mobilizační kříž (1913)
- rytířský kříž Leopoldova řádu s válečnou dekorací (1914)
- Řád železné koruny II. třídy s válečnou dekorací (1915)